# Ulica Braniborska we Wrocławiu

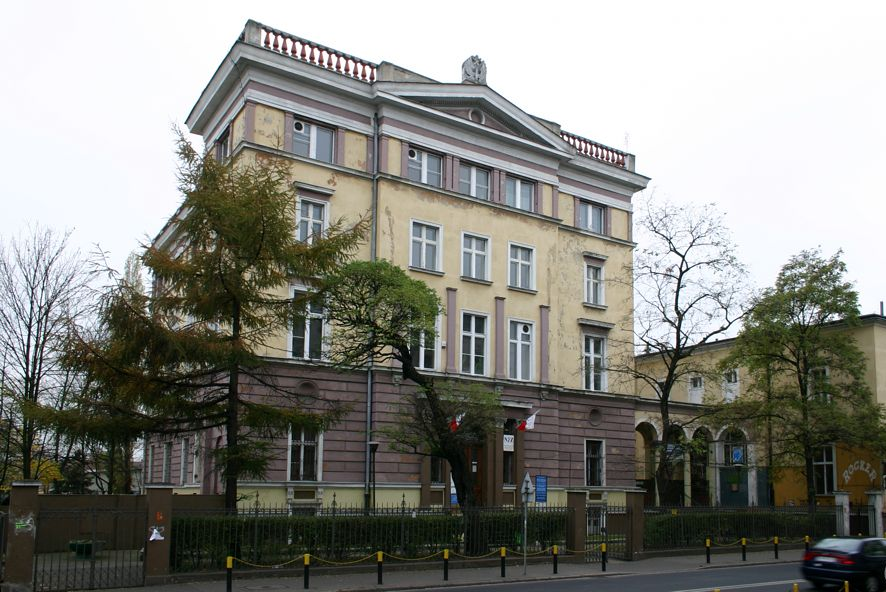
Budynek Polskiego Związku Głuchych przy ul. Braniborskiej 2/10 (dawny Dworzec Miejski Kolei Prawego Brzegu Odry)

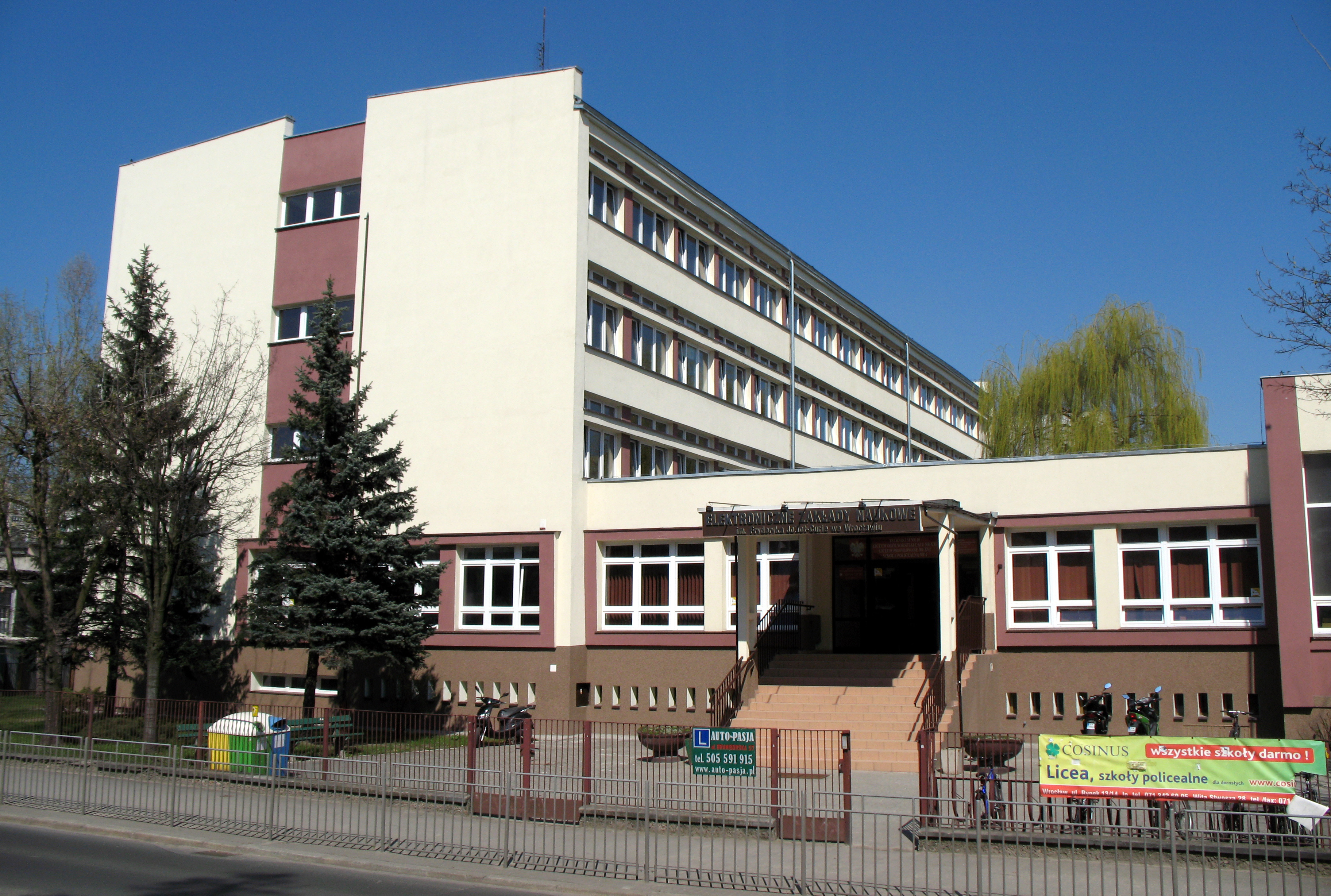
Budynek liceum i technikum elektronicznego przy ul. Braniborskiej 57

Ulica Braniborska we Wrocławiu – ulica we wrocławskim osiedlu Szczepin, łącząca plac Orląt Lwowskich (od skrzyżowania z Nabycińską) z placem Strzegomskim (przy skrzyżowaniu ze Smolecką); odcinek ten liczy 850 metrów długości. Jej przedłużeniem na północny zachód jest ulica Strzegomska.
Powstałe w połowie XIX wieku dwa dworce kolejowe – w roku 1842 Świebodzki (Freiburger Bahnhof) i w 1844 Dolnośląsko-Marchijski (Niederschlesisch-Märkischer Eisenbahnhof) – spowodowały, że przemysł ciężki w rejonie przedmieścia Szczepin zaczął się – dzięki komunikacji kolejowej – szybko rozwijać. Budowane wzdłuż torów trasy berlińskiej magazyny i warsztaty wymagały również dostępu drogowego, który zapewniła wytyczona wzdłuż nich ulica, nazwana wówczas Berliner-Straße („ulica Berlińska”, obecnie Braniborska). Do dziś charakter jej zabudowy niewiele się zmienił, nadal większość jej zabudowy po stronie południowej to obiekty niemieszkalne, choć dawna kolejowa trasa berlińska przestała być eksploatowana.
W zlokalizowanych przy ul. Braniborskiej nr 2/10 budynkach, zbudowanych według projektu architekta Wilhelma Grapowa, w latach 1869–1872 znajdował się dawniej Dworzec Miejski Kolei Prawego Brzegu Odry oraz Königlische Oberzoll Direktion – Dyrekcja Głównego Królewskiego Urzędu Celnego.
Polska nazwa ulicy jest słowiańską formą przymiotnika od nazwy prowincji Brandenburgia.
W prostokącie ulic Braniborskiej, Trzemeskiej, Legnickiej i Dobrej (Berliner Str., Mariannenstr., Friedrich-Wilhelm Str., Dessauerstr.) od roku 1777 do 1867 funkcjonował tzw. Wielki Cmentarz (Grosser Friedhof). Jego powstanie było następstwem edyktu króla Prus z roku 1775, zakazującego pochówków w obrębie murów miejskich. Kaplicę cmentarną zaprojektował Heinrich Gottlieb Dreyer. Nazwa „Wielki” w odniesieniu do tego cmentarza wzięła się stąd, iż grzebano na nim najważniejsze postaci miasta: pochówek na tym cmentarzu był wyrazem szacunku dla osiągnięć zmarłego. Cmentarz użytkowany był do 1867 roku przez parafie ewangelickie św. Marii Magdaleny, św. Elżbiety i św. Bernardyna; na początku XX wieku nieczynny cmentarz przejęły parafie św. Marii Magdaleny i św. Elżbiety, zatem nazywany bywał czasem cmentarzem Magdaleny (Magdalenenfriedhof). Zniszczony w wyniku działań wojennych cmentarz ulegał dalszej dewastacji, jak wiele innych pozostałości niemieckiej historii miasta; ostatecznie został zlikwidowany w 1957 roku, a na jego miejscu powstały bloki z wielkiej płyty.